# بییاباروس د کامپس
بییاباروس د کامپس (به اسپانیایی: Villabaruz de Campos) یک شهرستان در اسپانیا است که در استان وایادولید واقع شده‌است.